# Suspeição (direito)
Suspeição é quando uma autoridade ou agente tenha amizade íntima ou inimizade notória com algum dos interessados ou com os respectivos cônjuges, companheiros, parentes e afins até o terceiro grau. Devendo, assim, abster-se do caso, sem risco de punição se não o fizer.

## Diferenças
Suspeição e Impedimento, em direito, dizem respeito à imparcialidade, por exemplo de um juiz no exercício de sua função. Assim é dever do juiz declarar-se impedido ou suspeito, podendo alegar motivos de foro íntimo.
As causas de impedimento e suspeição estão previstas nos artigos 144 a 148, do Código de Processo Civil e dizem respeito à imparcialidade do juiz no exercício de sua função, no caso, do juiz, que declarar-se impedido ou suspeito, podendo alegar motivos de foro íntimo.
O impedimento tem caráter objetivo, e é passível de punição caso não declare, enquanto que a suspeição tem relação com o subjetivismo do juiz, e não é passível de punição caso não declare. A imparcialidade do juiz é um dos pressupostos processuais subjetivos do processo.
No impedimento há presunção absoluta (juris et de jure) de parcialidade do juiz em determinado processo por ele analisado, enquanto na suspeição há apenas presunção relativa (juris tantum).